# استیگ-گوران مینتی
استیگ-گوران مینتی (فنلاندی: Stig-Göran Myntti; ۶ اوت ۱۹۲۵ – ۲۸ فوریهٔ ۲۰۲۰) بازیکن فوتبال اهل فنلاند بود.
از باشگاه‌هایی که در آن بازی کرده‌است می‌توان به باشگاه فوتبال واسا اشاره کرد.